# Kamala Devi
Kamala Devi (Marathi कमला देवी; geboren am 8. Oktober 1933 in Bombay, damals Britisch-Indien, gest. am 29. November 2010 in Arlington, Virginia, USA) war eine US-amerikanisch-indische Schauspielerin.

## Frühes Leben
Devi wurde 1933 in Bombay, dem heutigen Mumbai geboren. Ihre Mutter Elizabeth war englisch-walisischer Abstammung, ihr Vater Chandumal Amesur ein indischer Hals-Nasen-Ohren-Chirurg. 1960 wanderte sie in die USA ein und wurde am 2. Dezember 1966 US-amerikanische Staatsbürgerin.

## Schauspielkarriere
1958 gab Devi ihr Filmdebüt in Die Pranke des Tigers (Harry Black) mit Stewart Granger in der Hauptrolle. 1962 spielte sie in Das letzte Kommando (Geronimo) die Hauptrolle der Teela, die Ehefrau des legendären Apachen-Häuptlings Geronimo, der von Chuck Connors (1921–1992) gespielt wurde. Die beiden wurden während der Dreharbeiten ein tatsächliches Liebespaar und heirateten 1963. 1964 verkörperte sie in Mein Zimmer wird zum Harem die Haremsdame und Dschinni Tezra und spielte bis 1967 in verschiedenen Fernsehserien wie Gauner gegen Gauner, Meine drei Söhne und Geächtet mit. 1967 beendete sie ihre Filmschauspielkarriere.

## Privatleben
1973 wurde Devis Ehe mit Chuck Conners geschieden. Von 1978 bis 1983 war Devi mit ihrem zweiten Mann Wallace Guberman verheiratet. 2005 heiratete sie ihren dritten Mann, den Geschäftsmann Maurie Beaumont, der 2008 verstarb. Am 29. November 2010 starb Kamala Devi im Alter von 77 Jahren in Arlington, Virginia.

## Filmografie
- 1958: Die Pranke des Tigers (Harry Black)
- 1960: Aufstand der Legionen (Salambò)
- 1960: Tales of the Vikings (Fernsehserie)
- 1961: Aas Ka Panchhi
- 1962: Das letzte Kommando (Geronimo)
- 1964: Arrest and Trial (Fernsehserie)
- 1964: Gauner gegen Gauner (The Rogues), Fernsehserie
- 1964: Meine drei Söhne (My Three Sons), Fernsehserie
- 1964: Mein Zimmer wird zum Harem (The Bross Bottle)
- 1965: Solo für O.N.K.E.L. (The Man from U.N.C.L.E.)

- 1965–1966: Geächtet (Branded), Fernsehserie
- 1966: Tennisschläger und Kanonen (I Spy), Fernsehserie
- 1967: Wildwest in Afrika (Cowboy in Africa), Fernsehserie
- 1967: The Rat Patrol (Fernsehserie)